# Michael John LaChiusa
Michael John LaChiusa (Chautauqua, 24 luglio 1962) è un compositore, librettista e paroliere statunitense.
È noto soprattutto come compositore di musical a Broadway e nell'Off Broadway, tra cui: First Lady Suite (Off Broadway, 1993), Hello Again (Off Broadway, 1994), The Petrified Prince (Off Broadway, 1994), Marie Christine (Broadway, 1999), The Wild Party (Broadway, 2000), Little Fish (Off Broadway, 2003), See What I Wanna See (Off Broadway, 2005), Bernarda Alba (Off Broadway, 2006), Queen of the Mist (Off Broadway, 2011), Giant (Off Broadway, 2012) e First Daughter Suite (Off Broadway, 2015).
Per il suo lavoro è stato candidato a cinque Tony Awards e a undici Drama Desk Awards.